# Morro do Dendê
Morro do Dendê är en förort "favela" i stadsdelen Cocotá i Rio de Janeiro, Brasilien. Inofficiella källor uppskattar en befolkning på ungefär 90 000.